# Ewa Pruszewicz-Sipińska
Ewa Krystyna Pruszewicz-Sipińska (ur. 1957) – polska architekt.

## Życiorys
Córka lekarza prof. Antoniego Pruszewicza (1931-2024). Żona Stanisława Sipińskiego, bratowa Urszuli Sipińskiej.
Absolwentka i profesor Politechniki Poznańskiej. W 1998 roku doktoryzowała się w macierzystej uczelni, a habilitację obroniła w Akademii Sztuk Pięknych w Poznaniu. W 2008 roku uzyskała stopień doktora habilitowanego inżyniera architekta, a rok później została kierownikiem Katedry Architektury Usługowej i Mieszkaniowej. W 2016 roku objęła stanowisko dziekana Wydziału Architektury Politechniki Poznańskiej.
W 2022 została odznaczona Srebrnym Krzyżem Zasługi.

## Nagrody i wyróżnienia dla zrealizowanych projektów
- Nagroda Jana Baptysty Quadro – 2001 rok - budynek Poznań Financial Centre
- Nagroda I stopnia - konkurs Najbardziej Inteligentny Budynek Roku - 2001
- Nagroda II stopnia w grupie obiektów biurowych w konkursie PZITB – Budowa Roku 2000
- Nagroda Ministra Transportu i Budownictwa - Nagroda II stopnia dla projektu przebudowy mostu św. Rocha
- Nagroda II w II Przeglądzie IPB "Projekt Inżynierski Roku 2004" - projekt mostu św. Rocha
- Wyróżnienie Ministra Kultury i Sztuki – 1996 dla projektu Mostu Teatralnego